# Ошкольская писаница
Ошкольская писаница — памятник изобразительного искусства таштыкской археологической культуры — древние изображения на открытых скальных поверхностях, расположенные около озера Ошколь на границе Орджоникидзевского и Ширинского районов Хакасии, в 4 км к северу от посёлка Талкин Ключ.

Ошкольская писаница

Фрагмент Ошкольской писаницы

Фрагмент Ошкольской писаницы

В научной литературе известен также под названием «Подкаменская писаница», «писаница на горе Арга» (по Аппельгрен-Кивало), «Талкин Ключ». Впервые была исследована в 1887 И. Р. Аспелиным, открывшим памятник для науки и сделавшим первую копию плоскости с гравировками. В 1909 копировальные работы на Ошкольской писанице проводил А. В. Адрианов, снявший серию эстампажей с её изображений. Он назвал её Ошкольской — «так как отсюда отчётливо видно улус Б. Ошкольский, стоящий близ большого озера того же имени». Позднее это название использует Э. А. Севастьянова [1980]. Один из эстампажей А. В. Адрианова был издан Я. А. Шером с подписью «Подкаменская писаница» [1980, рис. 13], это же название использовал Ю. С. Худяков [1990, с. 108]. Писаницей у улуса Подкамень называет памятник И. Л. Кызласов, опубликовавший три фигуры воинов [1990, с. 183]. Название «Талкин ключ» — по имени ближайшего посёлка — дали гравировкам Д. А. Кириллова и М. Л. Подольский [2006].
Ошкольская писаница включает 4 плоскости с многофигурными композициями, расположенные на двух ярусах скальных выходов. Изображения выполнены тонкими резными линиями и относятся к таштыкской культуре (нач. — сер. I тыс. н. э.). Основные персонажи — конные и пешие лучники (Воины и охотники), бегущие олени и косули, помеченные тамгами кони, а также человеческие фигуры в длиннополых одеяниях, предположительно, чужеземцы.
Много изображений сосудов на поддонах с двумя вертикальными ручками, т. н. котлов, применявшихся для исполнения особых обрядов. Большинство воинов изображены с луками и колчанами; некоторые из них облачены в панцирные куртки, а один имеет клинковое оружие вроде палаша. Подробность в изображении деталей одежды и вооружения, прорисовке тамг характерна для рисунков таштыкского времени.
Ошкольская — самая крупная из сохранившихся таштыкских писаниц Хакасии, сравнимая по количеству фигур и мастерству их исполнения с чуть более поздней средневековой Сулекской писаницей.